# Danh sách chuyển nhượng bóng đá Anh đông 2016–17
Thị trường chuyển nhượng bóng đá Anhđ ông 2016–17 mở cửa vào ngày 1 tháng 1 và đóng lại vào ngày 1 tháng 2. Thêm vào đó, các cầu thủ tự do có thế ký hợp đồng vào bất cứ lúc nào, các câu lạc bộ dưới non-League có thể mượn cầu thủ bất cứ lúc nào, và câu lạc bộ có thể mua thủ môn trong trường hợp khẩn cấp. Danh sách này bao gồm chuyển nhượng của ít nhất một câu lạc bộ ở Premier League hay Football League Championship hoàn tất sau sự kết thúc của thị trường chuyển nhượng hè 2016 và trước khi kết thúc thị trường chuyển nhượng đông 2016–17. Thị trường chuyển nhượng mở cho tất cả các câu lạc bộ, khi thị trường chuyển nhượng đóng lại, không có chuyển nhượng nào có thể xảy ra. Ngày 1 tháng 2 năm 2017 là hạn cuối chuyển nhượng.

## Chuyển nhượng
Tất cả các câu lạc bộ không có lá cờ là của Anh. Ghi chú rằng trong khi Cardiff City, Swansea City, Newport County and Wrexham liên kết với Hiệp hội bóng đá Wales nên có lá cờ Wales, nhưng họ thi đấu ở Hệ thống các giải bóng đá ở Anh, và vì vậy chuyển nhượng của họ cũng nằm ở đây. Guernsey, cũng thi đấu ở hệ thống bóng đá Anh, liên kết với Hiệp hội bóng đá Guernsey nhưng được đối xử nhưng như trong một Hiệp hội bóng đá Hạt, nên không cần lá cờ.
| Thời gian               | Cầu thủ                                 | Nơi đi                  | Nơi đến                      | Giá                |
| ----------------------- | --------------------------------------- | ----------------------- | ---------------------------- | ------------------ |
| 2 tháng 9 năm 2016      | Victor Anichebe                         | West Bromwich Albion    | Sunderland                   | Miễn phí           |
| 2 tháng 9 năm 2016      | Brian Murphy                            | Tự do                   | Cardiff City                 | Miễn phí           |
| 2 tháng 9 năm 2016      | Zackarias Faour                         | Manchester City         | Midtjylland                  | Cho mượn           |
| 2 tháng 9 năm 2016      | Laurence Bilboe                         | Rotherham United        | Mickleover Sports            | Cho mượn           |
| 5 tháng 9 năm 2016      | Dexter Blackstock                       | Tự do                   | Rotherham United             | Miễn phí           |
| 6 tháng 9 năm 2016      | Joel Ekstrand                           | Tự do                   | Bristol City                 | Miễn phí           |
| 6 tháng 9 năm 2016      | Urby Emanuelson                         | Tự do                   | Sheffield Wednesday          | Miễn phí           |
| 6 tháng 9 năm 2016      | Charalampos Mavrias                     | Sunderland              | Karlsruher SC                | Miễn phí           |
| 7 tháng 9 năm 2016      | Nicklas Bendtner                        | Tự do                   | Nottingham Forest            | Miễn phí           |
| 7 tháng 9 năm 2016      | Mika                                    | Boavista                | Sunderland                   | Không tiết lộ      |
| 8 tháng 9 năm 2016      | Mathieu Flamini                         | Arsenal                 | Crystal Palace               | Miễn phí           |
| 16 tháng 9 năm 2016     | Jack Cowgill                            | Barnsley                | Braintree Town               | Cho mượn           |
| 21 tháng 9 năm 2016     | Wes Brown                               | Tự do                   | Blackburn Rovers             | Miễn phí           |
| 21 tháng 9 năm 2016     | Billy Whitehouse                        | Leeds United            | Guiseley                     | Cho mượn           |
| 22 tháng 9 năm 2016     | Omari Patrick                           | Tự do                   | Barnsley                     | Miễn phí           |
| 23 tháng 9 năm 2016     | Frank Mulhern                           | Leeds United            | Southport                    | Cho mượn           |
| 23 tháng 9 năm 2016     | Rabbi Matondo                           | Cardiff City            | Manchester City              | Không tiết lộ      |
| 27 tháng 9 năm 2016     | Harry Souttar                           | Dundee United           | Stoke City                   | Không tiết lộ      |
| 30 tháng 9 năm 2016     | Josh Debayo                             | Tự do                   | Leicester City               | Miễn phí           |
| 30 tháng 9 năm 2016     | Eli Phipps                              | Cardiff City            | Gloucester City              | Cho mượn           |
| 6 tháng 10 năm 2016     | Sindri Scheving                         | Reading                 | Cirencester Town             | Cho mượn           |
| 10 tháng 10 năm 2016    | Junior Hoilett                          | Tự do                   | Cardiff City                 | Miễn phí           |
| 10 tháng 10 năm 2016    | Kuda Muskwe                             | Rotherham United        | Grantham Town                | Cho mượn           |
| 11 tháng 10 năm 2016    | Sol Bamba                               | Tự do                   | Cardiff City                 | Miễn phí           |
| 11 tháng 10 năm 2016    | Marouane Chamakh                        | Tự do                   | Cardiff City                 | Miễn phí           |
| 12 tháng 10 năm 2016    | Kieran Richardson                       | Tự do                   | Cardiff City                 | Miễn phí           |
| 12 tháng 10 năm 2016    | Aden Baldwin                            | Bristol City            | Weston-super-Mare            | Cho mượn           |
| 13 tháng 10 năm 2016    | Mason Warren                            | Rotherham United        | Grantham Town                | Cho mượn           |
| 14 tháng 10 năm 2016    | Tom Rose                                | Rotherham United        | Sheffield                    | Cho mượn           |
| 14 tháng 10 năm 2016    | Fabian Bailey                           | Rotherham United        | Sheffield                    | Cho mượn           |
| 21 tháng 10 năm 2016    | Charlie Gatter                          | Burton Albion           | Spalding United              | Cho mượn           |
| 21 tháng 10 năm 2016    | Jamie Bird                              | Cardiff City            | Weston-super-Mare            | Cho mượn           |
| 21 tháng 10 năm 2016    | Lloyd Humphries                         | Cardiff City            | Weston-super-Mare            | Cho mượn           |
| 23 tháng 10 năm 2016    | Jonah Ayunga                            | Brighton & Hove Albion  | Burgess Hill Town            | Cho mượn           |
| 24 tháng 10 năm 2016    | Peter Odemwingie                        | Tự do                   | Rotherham United             | Miễn phí           |
| 26 tháng 10 năm 2016    | Monty Patterson                         | Ipswich Town            | Braintree Town               | Cho mượn           |
| 26 tháng 10 năm 2016    | Charlie Cooper                          | Birmingham City         | York City                    | Cho mượn           |
| 11 tháng 11 năm 2016    | Kuda Muskwe                             | Rotherham United        | Frickley Athletic            | Cho mượn           |
| 17 tháng 11 năm 2016[a] | Tom Barkhuizen                          | Morecambe               | Preston North End            | Đền bù             |
| 17 tháng 11 năm 2016    | Shawn McCoulsky                         | Bristol City            | Torquay United               | Cho mượn           |
| 18 tháng 11 năm 2016    | Alex Finney                             | Tự do                   | Queens Park Rangers          | Miễn phí           |
| 25 tháng 11 năm 2016    | Tim Erlandsson                          | Nottingham Forest       | Barrow                       | Cho mượn           |
| 25 tháng 11 năm 2016    | Jake Charles                            | Barnsley                | York City                    | Cho mượn           |
| 25 tháng 11 năm 2016    | Bailey Vose                             | Brighton & Hove Albion  | Concord Rangers              | Cho mượn           |
| 26 tháng 11 năm 2016    | Axel Óskar Andrésson                    | Reading                 | Bath City                    | Cho mượn           |
| 2 tháng 12 năm 2016     | Zak Jules                               | Reading                 | Braintree Town               | Cho mượn           |
| 3 tháng 12 năm 2016     | Jake Andrews                            | Bristol City            | Guernsey                     | Cho mượn           |
| 3 tháng 12 năm 2016     | Kodi Lyons-Foster                       | Bristol City            | Guernsey                     | Cho mượn           |
| 6 tháng 12 năm 2016     | Zech Medley                             | Chelsea                 | Arsenal                      | Miễn phí           |
| 9 tháng 12 năm 2016     | Charlie Cooper                          | Birmingham City         | Forest Green Rovers          | Cho mượn           |
| 12 tháng 12 năm 2016[a] | Andy Boyle                              | Dundalk                 | Preston North End            | Miễn phí           |
| 12 tháng 12 năm 2016[a] | Daryl Horgan                            | Dundalk                 | Preston North End            | Miễn phí           |
| 12 tháng 12 năm 2016    | Rollin Menayese                         | Cardiff City            | Weston-super-Mare            | Miễn phí           |
| 16 tháng 12 năm 2016    | Luke McGee                              | Tottenham Hotspur       | Peterborough United          | Cho mượn extension |
| 19 tháng 12 năm 2016    | Mason Warren                            | Rotherham United        | Matlock Town                 | Cho mượn           |
| 19 tháng 12 năm 2016    | Tom Rose                                | Rotherham United        | Sheffield                    | Cho mượn extension |
| 20 tháng 12 năm 2016[c] | Lukas Jutkiewicz                        | Burnley                 | Birmingham City              | £1m                |
| 22 tháng 12 năm 2016    | Dion Conroy                             | Chelsea                 | Aldershot Town               | Cho mượn extension |
| 23 tháng 12 năm 2016[a] | Oscar                                   | Chelsea                 | Shanghai SIPG                | £60m               |
| 25 tháng 12 năm 2016    | Axel Óskar Andrésson                    | Reading                 | Bath City                    | Cho mượn extension |
| 27 tháng 12 năm 2016[a] | Pablo Maffeo                            | Manchester City         | Girona                       | Cho mượn           |
| 27 tháng 12 năm 2016[a] | Callum McManaman                        | West Bromwich Albion    | Sheffield Wednesday          | Cho mượn           |
| 27 tháng 12 năm 2016[a] | Angeliño                                | Manchester City         | Girona                       | Cho mượn           |
| 29 tháng 12 năm 2016    | Niall Mason                             | Aston Villa             | Doncaster Rovers             | Cho mượn extension |
| 30 tháng 12 năm 2016[a] | Jay Dasilva                             | Chelsea                 | Charlton Athletic            | Cho mượn           |
| 31 tháng 12 năm 2016[a] | Hiram Boateng                           | Crystal Palace          | Northampton Town             | Cho mượn           |
| 31 tháng 12 năm 2016[a] | Chris Humphrey                          | Preston North End       | Hibernian                    | Miễn phí           |
| 31 tháng 12 năm 2016[a] | Jake Kean                               | Sheffield Wednesday     | Mansfield Town               | Cho mượn           |
| 31 tháng 12 năm 2016[a] | Elvis Manu                              | Brighton & Hove Albion  | Go Ahead Eagles              | Cho mượn           |
| 31 tháng 12 năm 2016[a] | Jack Storer                             | Birmingham City         | Yeovil Town                  | Cho mượn           |
| 31 tháng 12 năm 2016[a] | David Tutonda                           | Cardiff City            | Barnet                       | Miễn phí           |
| 31 tháng 12 năm 2016[b] | Marco van Ginkel                        | Chelsea                 | PSV                          | Cho mượn           |
| 31 tháng 12 năm 2016    | Dean Henderson                          | Manchester United       | Grimsby Town                 | Cho mượn extension |
| 1 tháng 1 năm 2017      | Stuart Beavon                           | Burton Albion           | Coventry City                | Miễn phí           |
| 1 tháng 1 năm 2017      | Diego De Girolamo                       | Bristol City            | Cheltenham Town              | Cho mượn           |
| 1 tháng 1 năm 2017      | Jonathan Edwards                        | Hull City               | Accrington Stanley           | Cho mượn           |
| 1 tháng 1 năm 2017      | Jaanai Gordon                           | West Ham United         | Newport County               | Cho mượn           |
| 1 tháng 1 năm 2017      | Manny Onariase                          | Brentford               | Cheltenham Town              | Cho mượn           |
| 1 tháng 1 năm 2017      | Callum Reilly                           | Burton Albion           | Coventry City                | Cho mượn           |
| 1 tháng 1 năm 2017      | Harvey Rodgers                          | Hull City               | Accrington Stanley           | Cho mượn           |
| 1 tháng 1 năm 2017      | Martin Samuelsen                        | West Ham United         | Peterborough United          | Cho mượn           |
| 1 tháng 1 năm 2017      | Marvin Sordell                          | Coventry City           | Burton Albion                | Miễn phí           |
| 1 tháng 1 năm 2017      | Jordan Houghton                         | Chelsea                 | Doncaster Rovers             | Cho mượn extension |
| 1 tháng 1 năm 2017      | Jamal Blackman                          | Chelsea                 | Wycombe Wanderers            | Cho mượn extension |
| 1 tháng 1 năm 2017      | Delial Brewster                         | Everton                 | Southport                    | Cho mượn           |
| 1 tháng 1 năm 2017      | Max Clark                               | Hull City               | Cambridge United             | Cho mượn extension |
| 1 tháng 1 năm 2017      | Jason McCarthy                          | Southampton             | Walsall                      | Cho mượn extension |
| 1 tháng 1 năm 2017      | Jack McKay                              | Leeds United            | Airdrieonians                | Cho mượn           |
| 2 tháng 1 năm 2017      | Joey Barton                             | Rangers                 | Burnley                      | Miễn phí           |
| 2 tháng 1 năm 2017      | Ben Davies                              | Preston North End       | Fleetwood Town               | Cho mượn           |
| 2 tháng 1 năm 2017      | Conor Grant                             | Everton                 | Doncaster Rovers             | Cho mượn           |
| 3 tháng 1 năm 2017      | Dominic Ball                            | Rotherham United        | Peterborough United          | Cho mượn           |
| 3 tháng 1 năm 2017      | Josh Cullen                             | West Ham United         | Bradford City                | Cho mượn extension |
| 4 tháng 1 năm 2017      | Rudy Gestede                            | Aston Villa             | Middlesbrough                | Không tiết lộ      |
| 4 tháng 1 năm 2017      | Lee Grant                               | Derby County            | Stoke City                   | £1.3m              |
| 4 tháng 1 năm 2017      | Milan Đurić                             | Cesena                  | Bristol City                 | Không tiết lộ      |
| 4 tháng 1 năm 2017      | Jens Hegeler                            | Hertha BSC              | Bristol City                 | Không tiết lộ      |
| 4 tháng 1 năm 2017      | Luke Varney                             | Ipswich Town            | Burton Albion                | Miễn phí           |
| 4 tháng 1 năm 2017      | Adalberto Peñaranda                     | Watford                 | Málaga                       | Cho mượn           |
| 4 tháng 1 năm 2017      | Jon Flatt                               | Wolverhampton Wanderers | Barrow                       | Cho mượn           |
| 5 tháng 1 năm 2017      | Ademola Lookman                         | Charlton Athletic       | Everton                      | £11m               |
| 5 tháng 1 năm 2017      | Wilfred Ndidi                           | Genk                    | Leicester City               | £15m               |
| 5 tháng 1 năm 2017      | Julien De Sart                          | Middlesbrough           | Derby County                 | Cho mượn           |
| 5 tháng 1 năm 2017      | Jake Forster-Caskey                     | Brighton & Hove Albion  | Charlton Athletic            | Không tiết lộ      |
| 5 tháng 1 năm 2017      | Sam Johnstone                           | Manchester United       | Aston Villa                  | Cho mượn           |
| 5 tháng 1 năm 2017      | Alex Jones                              | Birmingham City         | Bradford City                | Không tiết lộ      |
| 5 tháng 1 năm 2017      | Sean Kavanagh                           | Fulham                  | Hartlepool United            | Cho mượn           |
| 5 tháng 1 năm 2017      | Freddie Ladapo                          | Crystal Palace          | Shrewsbury Town              | Cho mượn           |
| 5 tháng 1 năm 2017      | Tomás Mejías                            | Middlesbrough           | Rayo Vallecano               | Cho mượn           |
| 5 tháng 1 năm 2017      | Kyle Jameson                            | Tự do                   | Chelsea                      | Miễn phí           |
| 5 tháng 1 năm 2017      | Mikael Soisalo                          | Ilves Tampere           | Middlesbrough                | Không tiết lộ      |
| 5 tháng 1 năm 2017      | William Miller                          | Tottenham Hotspur       | Burton Albion                | Cho mượn extension |
| 5 tháng 1 năm 2017      | Adam Armstrong                          | Newcastle United        | Barnsley                     | Cho mượn extension |
| 5 tháng 1 năm 2017      | Connor Lemonheigh-Evans                 | Bristol City            | Bath City                    | Cho mượn           |
| 5 tháng 1 năm 2017      | Cameron Pring                           | Bristol City            | Guernsey                     | Cho mượn           |
| 5 tháng 1 năm 2017      | Max O'Leary                             | Bristol City            | Bath City                    | Cho mượn extension |
| 5 tháng 1 năm 2017      | Aden Baldwin                            | Bristol City            | Weston-super-Mare            | Cho mượn extension |
| 5 tháng 1 năm 2017      | Jake Andrews                            | Bristol City            | Guernsey                     | Cho mượn extension |
| 5 tháng 1 năm 2017      | Sean Long                               | Reading                 | Lincoln City                 | Cho mượn           |
| 6 tháng 1 năm 2017      | Markus Henriksen                        | AZ                      | Hull City                    | Không tiết lộ      |
| 6 tháng 1 năm 2017      | Isaiah Brown                            | Chelsea                 | Huddersfield Town            | Cho mượn           |
| 6 tháng 1 năm 2017      | Cameron Burgess                         | Fulham                  | Bury                         | Cho mượn           |
| 6 tháng 1 năm 2017      | Morgan Fox                              | Charlton Athletic       | Sheffield Wednesday          | Không tiết lộ      |
| 6 tháng 1 năm 2017      | Greg Halford                            | Rotherham United        | Cardiff City                 | Không tiết lộ      |
| 6 tháng 1 năm 2017      | Ibrahim Meite                           | Harrow Borough          | Cardiff City                 | Không tiết lộ      |
| 6 tháng 1 năm 2017      | Taylor Moore                            | Bristol City            | Bury                         | Cho mượn           |
| 6 tháng 1 năm 2017      | Luke Murphy                             | Leeds United            | Burton Albion                | Cho mượn           |
| 6 tháng 1 năm 2017      | Lewis Page                              | West Ham United         | Charlton Athletic            | Không tiết lộ      |
| 6 tháng 1 năm 2017      | Bailey Wright                           | Preston North End       | Bristol City                 | Không tiết lộ      |
| 6 tháng 1 năm 2017      | Pedro Chirivella                        | Liverpool               | Go Ahead Eagles              | Cho mượn           |
| 6 tháng 1 năm 2017      | John Mikel Obi                          | Chelsea                 | Tianjin TEDA                 | Không tiết lộ      |
| 6 tháng 1 năm 2017      | Devante Rodney                          | Sheffield Wednesday     | Hartlepool United            | Miễn phí           |
| 6 tháng 1 năm 2017      | Joao Rodríguez                          | Chelsea                 | Cortuluá                     | Cho mượn           |
| 6 tháng 1 năm 2017      | Lex Immers                              | Cardiff City            | Club Brugge                  | Miễn phí           |
| 7 tháng 1 năm 2017      | Craig Davies                            | Wigan Athletic          | Scunthorpe United            | Không tiết lộ      |
| 7 tháng 1 năm 2017      | Dominic Gape                            | Southampton             | Wycombe Wanderers            | Miễn phí           |
| 7 tháng 1 năm 2017      | Jakob Haugaard                          | Stoke City              | Wigan Athletic               | Cho mượn           |
| 7 tháng 1 năm 2017      | Ryan Loft                               | Tottenham Hotspur       | Stevenage                    | Cho mượn           |
| 7 tháng 1 năm 2017      | Harry Toffolo                           | Norwich City            | Scunthorpe United            | Cho mượn extension |
| 9 tháng 1 năm 2017      | Will Boyle                              | Huddersfield Town       | Cheltenham Town              | Miễn phí           |
| 9 tháng 1 năm 2017      | Nathan Byrne                            | Wigan Athletic          | Charlton Athletic            | Cho mượn           |
| 9 tháng 1 năm 2017      | Pablo Hernández                         | Al-Arabi                | Leeds United                 | Không tiết lộ      |
| 9 tháng 1 năm 2017      | David Nugent                            | Middlesbrough           | Derby County                 | Không tiết lộ      |
| 9 tháng 1 năm 2017      | Emerson Hyndman                         | Bournemouth             | Rangers                      | Cho mượn           |
| 9 tháng 1 năm 2017      | Sean Longstaff                          | Newcastle United        | Kilmarnock                   | Cho mượn           |
| 9 tháng 1 năm 2017      | Cal Roberts                             | Newcastle United        | Kilmarnock                   | Cho mượn           |
| 9 tháng 1 năm 2017      | Freddie Woodman                         | Newcastle United        | Kilmarnock                   | Cho mượn           |
| 9 tháng 1 năm 2017      | Charlie Cooper                          | Birmingham City         | Forest Green Rovers          | Cho mượn extension |
| 10 tháng 1 năm 2017     | Cohen Bramall                           | Hednesford Town         | Arsenal                      | £40,000            |
| 10 tháng 1 năm 2017     | Flo Bojaj                               | Huddersfield Town       | Newport County               | Cho mượn           |
| 10 tháng 1 năm 2017     | Ben Gladwin                             | Queens Park Rangers     | Swindon Town                 | Cho mượn           |
| 10 tháng 1 năm 2017     | Kazenga LuaLua                          | Brighton & Hove Albion  | Queens Park Rangers          | Cho mượn           |
| 10 tháng 1 năm 2017     | Daniel Crowley                          | Arsenal                 | Go Ahead Eagles              | Cho mượn           |
| 10 tháng 1 năm 2017     | Henrik Johansson                        | Halmstad                | Brentford                    | Không tiết lộ      |
| 10 tháng 1 năm 2017     | Ľubomír Šatka                           | Newcastle United        | DAC Dunajská Streda          | Cho mượn           |
| 11 tháng 1 năm 2017     | Charlie Colkett                         | Chelsea                 | Swindon Town                 | Cho mượn           |
| 11 tháng 1 năm 2017     | Fankaty Dabo                            | Chelsea                 | Swindon Town                 | Cho mượn           |
| 11 tháng 1 năm 2017     | Islam Feruz                             | Chelsea                 | Swindon Town                 | Cho mượn           |
| 11 tháng 1 năm 2017     | Craig Gardner                           | West Bromwich Albion    | Birmingham City              | Cho mượn           |
| 11 tháng 1 năm 2017     | Callum Guy                              | Derby County            | Port Vale                    | Cho mượn           |
| 11 tháng 1 năm 2017     | Sandro                                  | Queens Park Rangers     | Antalyaspor                  | Không tiết lộ      |
| 11 tháng 1 năm 2017     | Manu García                             | Manchester City         | NAC Breda                    | Cho mượn           |
| 12 tháng 1 năm 2017     | Tom Cleverley                           | Everton                 | Watford                      | Cho mượn           |
| 12 tháng 1 năm 2017     | Morgan Schneiderlin                     | Manchester United       | Everton                      | £20m               |
| 12 tháng 1 năm 2017     | Alex Gilliead                           | Newcastle United        | Bradford City                | Cho mượn           |
| 12 tháng 1 năm 2017     | George Glendon                          | Manchester City         | Fleetwood Town               | Không tiết lộ      |
| 12 tháng 1 năm 2017     | Luciano Narsingh                        | PSV                     | Swansea City                 | Không tiết lộ      |
| 12 tháng 1 năm 2017     | Alex Pike                               | West Ham United         | Cheltenham Town              | Cho mượn           |
| 12 tháng 1 năm 2017     | Ivan Toney                              | Newcastle United        | Scunthorpe United            | Cho mượn           |
| 12 tháng 1 năm 2017     | Jon Toral                               | Arsenal                 | Rangers                      | Cho mượn           |
| 12 tháng 1 năm 2017     | Sergiu Buș                              | Sheffield Wednesday     | Astra Giurgiu                | Miễn phí           |
| 12 tháng 1 năm 2017     | Sebastian Polter                        | Queens Park Rangers     | Union Berlin                 | Không tiết lộ      |
| 12 tháng 1 năm 2017     | Ntumba Massanka                         | Burnley                 | Wrexham                      | Cho mượn           |
| 12 tháng 1 năm 2017     | Tarique Fosu                            | Reading                 | Colchester United            | Cho mượn extension |
| 13 tháng 1 năm 2017     | Evandro                                 | Porto                   | Hull City                    | Không tiết lộ      |
| 13 tháng 1 năm 2017     | Oumar Niasse                            | Everton                 | Hull City                    | Cho mượn           |
| 13 tháng 1 năm 2017     | Jeffrey Schlupp                         | Leicester City          | Crystal Palace               | £12m               |
| 13 tháng 1 năm 2017     | Bản mẫu:Country data MNT Brandon Comley | Queens Park Rangers     | Grimsby Town                 | Cho mượn extension |
| 13 tháng 1 năm 2017     | Brandon Goodship                        | Bournemouth             | Yeovil Town                  | Miễn phí           |
| 13 tháng 1 năm 2017     | Tom James                               | Cardiff City            | Yeovil Town                  | Miễn phí           |
| 13 tháng 1 năm 2017     | Daniel Lafferty                         | Burnley                 | Sheffield United             | Không tiết lộ      |
| 13 tháng 1 năm 2017     | Ian Lawlor                              | Manchester City         | Doncaster Rovers             | Không tiết lộ      |
| 13 tháng 1 năm 2017     | Jordan Lee                              | Bournemouth             | Torquay United               | Cho mượn           |
| 13 tháng 1 năm 2017     | Joe Maguire                             | Liverpool               | Fleetwood Town               | Không tiết lộ      |
| 13 tháng 1 năm 2017     | Marek Rodák                             | Fulham                  | Accrington Stanley           | Cho mượn           |
| 13 tháng 1 năm 2017     | Sam Winnall                             | Barnsley                | Sheffield Wednesday          | Không tiết lộ      |
| 13 tháng 1 năm 2017     | Pierluigi Gollini                       | Aston Villa             | Atalanta                     | Cho mượn           |
| 13 tháng 1 năm 2017     | Jozabed                                 | Fulham                  | Celta Vigo                   | Cho mượn           |
| 13 tháng 1 năm 2017     | Alex Samuel                             | Swansea City            | Newport County               | Cho mượn           |
| 13 tháng 1 năm 2017     | Dan Lavercombe                          | Wigan Athletic          | Rhyl                         | Cho mượn           |
| 13 tháng 1 năm 2017     | Duckens Nazon                           | Tự do                   | Wolverhampton Wanderers      | Miễn phí           |
| 13 tháng 1 năm 2017     | Ola John                                | Wolverhampton Wanderers | Deportivo La Coruña          | Sub-Loan Agreement |
| 14 tháng 1 năm 2017     | Callum Connolly                         | Everton                 | Wigan Athletic               | Cho mượn           |
| 16 tháng 1 năm 2017     | Aly Cissokho                            | Aston Villa             | Olympiacos                   | Cho mượn           |
| 16 tháng 1 năm 2017     | Kieffer Moore                           | Forest Green Rovers     | Ipswich Town                 | Không tiết lộ      |
| 16 tháng 1 năm 2017     | Jordan Spence                           | Tự do                   | Ipswich Town                 | Miễn phí           |
| 16 tháng 1 năm 2017     | Prince Oniangué                         | Wolverhampton Wanderers | Bastia                       | Cho mượn           |
| 16 tháng 1 năm 2017     | Paul Garita                             | Bristol City            | Plymouth Argyle              | Cho mượn extension |
| 16 tháng 1 năm 2017     | Craig Tanner                            | Reading                 | Plymouth Argyle              | Cho mượn extension |
| 16 tháng 1 năm 2017     | Nathan Baxter                           | Chelsea                 | Solihull Moors               | Cho mượn           |
| 16 tháng 1 năm 2017     | Lucas Piazon                            | Chelsea                 | Fulham                       | Cho mượn extension |
| 16 tháng 1 năm 2017     | Matty Templeton                         | Barnsley                | North Ferriby United         | Cho mượn           |
| 17 tháng 1 năm 2017     | Martin Olsson                           | Norwich City            | Swansea City                 | £4m                |
| 17 tháng 1 năm 2017     | Tom Carroll                             | Tottenham Hotspur       | Swansea City                 | £4.5m              |
| 17 tháng 1 năm 2017     | Keshi Anderson                          | Crystal Palace          | Northampton Town             | Cho mượn           |
| 17 tháng 1 năm 2017     | Farrend Rawson                          | Derby County            | Coventry City                | Cho mượn           |
| 17 tháng 1 năm 2017     | Joe Riley                               | Manchester United       | Sheffield United             | Cho mượn           |
| 17 tháng 1 năm 2017     | Tyler Roberts                           | West Bromwich Albion    | Shrewsbury Town              | Cho mượn           |
| 17 tháng 1 năm 2017     | Tyler Walker                            | Nottingham Forest       | Port Vale                    | Cho mượn           |
| 17 tháng 1 năm 2017[d]  | Andre Wright                            | West Bromwich Albion    | Yeovil Town                  | Cho mượn           |
| 18 tháng 1 năm 2017     | Filipe Melo                             | Sheffield Wednesday     | Paços de Ferreira            | Cho mượn           |
| 18 tháng 1 năm 2017     | Patrick Bamford                         | Chelsea                 | Middlesbrough                | £5.5m              |
| 18 tháng 1 năm 2017     | Gethin Jones                            | Everton                 | Barnsley                     | Cho mượn           |
| 18 tháng 1 năm 2017     | Joe Lumley                              | Queens Park Rangers     | Bristol Rovers               | Cho mượn           |
| 18 tháng 1 năm 2017     | Emilio Nsue                             | Middlesbrough           | Birmingham City              | Không tiết lộ      |
| 18 tháng 1 năm 2017     | Eli Phipps                              | Cardiff City            | Colchester United            | Không tiết lộ      |
| 18 tháng 1 năm 2017     | Allan McGregor                          | Hull City               | Cardiff City                 | Cho mượn           |
| 18 tháng 1 năm 2017     | Tiago Ilori                             | Liverpool               | Reading                      | Không tiết lộ      |
| 19 tháng 1 năm 2017     | Wes Burns                               | Bristol City            | Fleetwood Town               | Không tiết lộ      |
| 19 tháng 1 năm 2017     | Jake Cooper                             | Reading                 | Millwall                     | Cho mượn           |
| 19 tháng 1 năm 2017     | Antony Evans                            | Everton                 | Morecambe                    | Cho mượn           |
| 19 tháng 1 năm 2017     | Fabian Giefer                           | Schalke 04              | Bristol City                 | Cho mượn           |
| 19 tháng 1 năm 2017     | Cheick Keita                            | Entella                 | Birmingham City              | Không tiết lộ      |
| 19 tháng 1 năm 2017     | Richard O'Donnell                       | Bristol City            | Rotherham United             | Không tiết lộ      |
| 19 tháng 1 năm 2017     | Jed Wallace                             | Wolverhampton Wanderers | Millwall                     | Cho mượn           |
| 19 tháng 1 năm 2017     | Andreas Weimann                         | Derby County            | Wolverhampton Wanderers      | Cho mượn           |
| 19 tháng 1 năm 2017     | Bruno Zuculini                          | Manchester City         | Verona                       | Cho mượn           |
| 20 tháng 1 năm 2017     | Omar Elabdellaoui                       | Olympiacos              | Hull City                    | Cho mượn           |
| 20 tháng 1 năm 2017     | Saido Berahino                          | West Bromwich Albion    | Stoke City                   | £12m               |
| 20 tháng 1 năm 2017     | Jake Livermore                          | Hull City               | West Bromwich Albion         | £10m               |
| 20 tháng 1 năm 2017     | José Fonte                              | Southampton             | West Ham United              | £8m                |
| 20 tháng 1 năm 2017     | Memphis Depay                           | Manchester United       | Lyon                         | £16m               |
| 20 tháng 1 năm 2017     | Harvey Barnes                           | Leicester City          | Milton Keynes Dons           | Cho mượn           |
| 20 tháng 1 năm 2017     | Marcus Browne                           | West Ham United         | Wigan Athletic               | Cho mượn           |
| 20 tháng 1 năm 2017     | Sean Clare                              | Sheffield Wednesday     | Accrington Stanley           | Cho mượn           |
| 20 tháng 1 năm 2017     | Kerim Frei                              | Beşiktaş                | Birmingham City              | £2.2m              |
| 20 tháng 1 năm 2017     | Shayon Harrison                         | Tottenham Hotspur       | Yeovil Town                  | Cho mượn           |
| 20 tháng 1 năm 2017     | Henri Lansbury                          | Nottingham Forest       | Aston Villa                  | £2.75m             |
| 20 tháng 1 năm 2017     | Bryn Morris                             | Middlesbrough           | Shrewsbury Town              | Miễn phí           |
| 20 tháng 1 năm 2017     | Sanmi Odelusi                           | Wigan Athletic          | Blackpool                    | Cho mượn           |
| 20 tháng 1 năm 2017     | Tommy O'Sullivan                        | Cardiff City            | Colchester United            | Không tiết lộ      |
| 20 tháng 1 năm 2017     | Collin Quaner                           | Union Berlin            | Huddersfield Town            | Không tiết lộ      |
| 20 tháng 1 năm 2017     | Sam Saunders                            | Brentford               | Wycombe Wanderers            | Miễn phí           |
| 20 tháng 1 năm 2017     | Ryan Sweeney                            | Stoke City              | Bristol Rovers               | Cho mượn           |
| 20 tháng 1 năm 2017     | Ryan Tunnicliffe                        | Fulham                  | Wigan Athletic               | Cho mượn           |
| 20 tháng 1 năm 2017     | Scott Wharton                           | Blackburn Rovers        | Cambridge United             | Cho mượn           |
| 20 tháng 1 năm 2017     | Jake Sheppard                           | Reading                 | Dagenham & Redbridge         | Cho mượn           |
| 20 tháng 1 năm 2017     | Kuda Muskwe                             | Rotherham United        | Harrogate Town               | Cho mượn           |
| 20 tháng 1 năm 2017     | Ben O'Hanlon                            | Wolverhampton Wanderers | Nuneaton Town                | Cho mượn           |
| 20 tháng 1 năm 2017     | Harrison Bennett                        | Reading                 | Margate                      | Cho mượn           |
| 20 tháng 1 năm 2017     | Aaron Hayden                            | Wolverhampton Wanderers | Bromley                      | Cho mượn           |
| 20 tháng 1 năm 2017     | Ollie Shenton                           | Stoke City              | Wrexham                      | Cho mượn           |
| 20 tháng 1 năm 2017     | Shaun Hobson                            | Bournemouth             | Eastbourne Borough           | Cho mượn           |
| 21 tháng 1 năm 2017     | Gerry McDonagh                          | Nottingham Forest       | Cambridge United             | Cho mượn           |
| 22 tháng 1 năm 2017     | Brandon Adams                           | Queens Park Rangers     | Perlis                       | Cho mượn           |
| 22 tháng 1 năm 2017     | Nathan Holland                          | Everton                 | West Ham United              | Không tiết lộ      |
| 23 tháng 1 năm 2017     | Gerard Deulofeu                         | Everton                 | Milan                        | Cho mượn           |
| 23 tháng 1 năm 2017     | Toumani Diagouraga                      | Leeds United            | Ipswich Town                 | Cho mượn           |
| 23 tháng 1 năm 2017     | Lazar Marković                          | Liverpool               | Hull City                    | Cho mượn           |
| 23 tháng 1 năm 2017     | Toni Martínez                           | West Ham United         | Oxford United                | Cho mượn           |
| 23 tháng 1 năm 2017     | Dan Scarr                               | Stourbridge             | Birmingham City              | Không tiết lộ      |
| 23 tháng 1 năm 2017     | Fikayo Tomori                           | Chelsea                 | Brighton & Hove Albion       | Cho mượn           |
| 23 tháng 1 năm 2017     | Charles Vernam                          | Derby County            | Coventry City                | Cho mượn           |
| 24 tháng 1 năm 2017     | Tjaronn Chery                           | Queens Park Rangers     | Guizhou Zhiceng              | Không tiết lộ      |
| 24 tháng 1 năm 2017     | Diego Fabbrini                          | Birmingham City         | Spezia                       | Cho mượn           |
| 24 tháng 1 năm 2017     | Luis Hernández                          | Leicester City          | Málaga                       | Không tiết lộ      |
| 24 tháng 1 năm 2017     | Connor Ogilvie                          | Tottenham Hotspur       | Stevenage                    | Cho mượn           |
| 25 tháng 1 năm 2017     | Birkir Bjarnason                        | Basel                   | Aston Villa                  | Không tiết lộ      |
| 25 tháng 1 năm 2017     | James Bree                              | Barnsley                | Aston Villa                  | Không tiết lộ      |
| 25 tháng 1 năm 2017     | Jamie Hanson                            | Derby County            | Wigan Athletic               | Cho mượn           |
| 25 tháng 1 năm 2017     | Matty James                             | Leicester City          | Barnsley                     | Cho mượn           |
| 25 tháng 1 năm 2017     | Mauro Zárate                            | Fiorentina              | Watford                      | Không tiết lộ      |
| 26 tháng 1 năm 2017     | Ariel Borysiuk                          | Queens Park Rangers     | Lechia Gdańsk                | Cho mượn           |
| 26 tháng 1 năm 2017     | Jonny Burn                              | Middlesbrough           | Bristol Rovers               | Không tiết lộ      |
| 26 tháng 1 năm 2017     | Joseph Fryer                            | Middlesbrough           | Hartlepool United            | Cho mượn           |
| 26 tháng 1 năm 2017     | Conor Hourihane                         | Barnsley                | Aston Villa                  | Không tiết lộ      |
| 26 tháng 1 năm 2017     | Stephen Humphrys                        | Fulham                  | Shrewsbury Town              | Cho mượn           |
| 26 tháng 1 năm 2017     | Rob Hunt                                | Brighton & Hove Albion  | Oldham Athletic              | Cho mượn           |
| 26 tháng 1 năm 2017     | M'Baye Niang                            | Milan                   | Watford                      | Cho mượn           |
| 26 tháng 1 năm 2017     | Athanasios Petsos                       | Werder Bremen           | Fulham                       | Cho mượn           |
| 26 tháng 1 năm 2017     | Steven Taylor                           | Tự do                   | Ipswich Town                 | Miễn phí           |
| 27 tháng 1 năm 2017     | Luke Amos                               | Tottenham Hotspur       | Southend United              | Cho mượn           |
| 27 tháng 1 năm 2017     | Cameron Brannagan                       | Liverpool               | Fleetwood Town               | Cho mượn           |
| 27 tháng 1 năm 2017     | Alex Bray                               | Swansea City            | Rotherham United             | Cho mượn           |
| 27 tháng 1 năm 2017     | Lasse Vigen Christensen                 | Fulham                  | Burton Albion                | Cho mượn           |
| 27 tháng 1 năm 2017     | Dion Conroy                             | Chelsea                 | Swindon Town                 | Không tiết lộ      |
| 27 tháng 1 năm 2017     | Russell Griffiths                       | Everton                 | Motherwell                   | Cho mượn           |
| 27 tháng 1 năm 2017     | Florian Jozefzoon                       | PSV                     | Brentford                    | Không tiết lộ      |
| 27 tháng 1 năm 2017     | Mark Kitching                           | Middlesbrough           | Rochdale                     | Cho mượn           |
| 27 tháng 1 năm 2017     | Kyle McAllister                         | St Mirren               | Derby County                 | Không tiết lộ      |
| 27 tháng 1 năm 2017     | Luke Maxwell                            | Birmingham City         | Grimsby Town                 | Cho mượn           |
| 27 tháng 1 năm 2017     | Alex Mowatt                             | Leeds United            | Barnsley                     | Không tiết lộ      |
| 27 tháng 1 năm 2017     | Danny Rowe                              | Macclesfield Town       | Ipswich Town                 | Không tiết lộ      |
| 27 tháng 1 năm 2017     | Robert Snodgrass                        | Hull City               | West Ham United              | £10.2m             |
| 27 tháng 1 năm 2017     | João Teixeira                           | Benfica                 | Nottingham Forest            | Cho mượn           |
| 27 tháng 1 năm 2017     | Cauley Woodrow                          | Fulham                  | Burton Albion                | Cho mượn           |
| 28 tháng 1 năm 2017     | Sean Goss                               | Manchester United       | Queens Park Rangers          | £500,000           |
| 29 tháng 1 năm 2017     | Bojan                                   | Stoke City              | Mainz 05                     | Cho mượn           |
| 30 tháng 1 năm 2017     | Semi Ajayi                              | Cardiff City            | Rotherham United             | Cho mượn           |
| 30 tháng 1 năm 2017     | Chuba Akpom                             | Arsenal                 | Brighton & Hove Albion       | Cho mượn           |
| 30 tháng 1 năm 2017     | Tyias Browning                          | Everton                 | Preston North End            | Cho mượn           |
| 30 tháng 1 năm 2017     | Hélder Costa                            | Benfica                 | Wolverhampton Wanderers      | £13m               |
| 30 tháng 1 năm 2017     | Jordan Flores                           | Wigan Athletic          | Blackpool                    | Cho mượn           |
| 30 tháng 1 năm 2017     | Luke Freeman                            | Bristol City            | Queens Park Rangers          | Không tiết lộ      |
| 30 tháng 1 năm 2017     | Darron Gibson                           | Everton                 | Sunderland                   | Không tiết lộ      |
| 30 tháng 1 năm 2017     | Alex Jakubiak                           | Watford                 | Wycombe Wanderers            | Cho mượn           |
| 30 tháng 1 năm 2017     | Lucas João                              | Sheffield Wednesday     | Blackburn Rovers             | Cho mượn           |
| 30 tháng 1 năm 2017     | Chris Long                              | Burnley                 | Bolton Wanderers             | Cho mượn           |
| 30 tháng 1 năm 2017     | Ivan Lučić                              | Bristol City            | AaB                          | Cho mượn           |
| 30 tháng 1 năm 2017     | Joe Murphy                              | Huddersfield Town       | Bury                         | Cho mượn           |
| 30 tháng 1 năm 2017     | Bryan Oviedo                            | Everton                 | Sunderland                   | Không tiết lộ      |
| 30 tháng 1 năm 2017     | Dimitri Payet                           | West Ham United         | Marseille                    | £25m               |
| 30 tháng 1 năm 2017     | Stefan Payne                            | Barnsley                | Shrewsbury Town              | Cho mượn           |
| 30 tháng 1 năm 2017     | Adrian Popa                             | Steaua București        | Reading                      | Không tiết lộ      |
| 30 tháng 1 năm 2017     | Ben Purrington                          | Plymouth Argyle         | Rotherham United             | Không tiết lộ      |
| 30 tháng 1 năm 2017     | Rekeil Pyke                             | Huddersfield Town       | Colchester United            | Cho mượn           |
| 30 tháng 1 năm 2017     | Olamide Shodipo                         | Queens Park Rangers     | Port Vale                    | Cho mượn           |
| 30 tháng 1 năm 2017     | Aaron Tshibola                          | Aston Villa             | Nottingham Forest            | Cho mượn           |
| 30 tháng 1 năm 2017     | Ben Wilson                              | Cardiff City            | Rochdale                     | Cho mượn           |
| 31 tháng 1 năm 2017     | Jordan Ayew                             | Aston Villa             | Swansea City                 | Cho mượn           |
| 31 tháng 1 năm 2017     | Modou Barrow                            | Swansea City            | Leeds United                 | Cho mượn           |
| 31 tháng 1 năm 2017     | Tom Beadling                            | Sunderland              | Bury                         | Cho mượn           |
| 31 tháng 1 năm 2017     | Jacob Bedeau                            | Bury                    | Aston Villa                  | Không tiết lộ      |
| 31 tháng 1 năm 2017     | Ismaël Bennacer                         | Arsenal                 | Tours                        | Cho mượn           |
| 31 tháng 1 năm 2017     | Krystian Bielik                         | Arsenal                 | Birmingham City              | Cho mượn           |
| 31 tháng 1 năm 2017     | Omar Bogle                              | Grimsby Town            | Wigan Athletic               | Không tiết lộ      |
| 31 tháng 1 năm 2017     | Marc Bola                               | Arsenal                 | Notts County                 | Cho mượn           |
| 31 tháng 1 năm 2017     | Robbie Brady                            | Norwich City            | Burnley                      | Không tiết lộ      |
| 31 tháng 1 năm 2017     | Reece Brown                             | Birmingham City         | Chesterfield                 | Cho mượn           |
| 31 tháng 1 năm 2017     | Alex Bruce                              | Hull City               | Wigan Athletic               | Cho mượn           |
| 31 tháng 1 năm 2017     | Tahvon Campbell                         | West Bromwich Albion    | Notts County                 | Cho mượn           |
| 31 tháng 1 năm 2017     | Sergi Canós                             | Norwich City            | Brentford                    | Không tiết lộ      |
| 31 tháng 1 năm 2017     | Josh Clackstone                         | Hull City               | Notts County                 | Cho mượn           |
| 31 tháng 1 năm 2017     | Zach Clough                             | Bolton Wanderers        | Nottingham Forest            | £2.5m              |
| 31 tháng 1 năm 2017     | Harry Cornick                           | Bournemouth             | Gillingham                   | Cho mượn           |
| 31 tháng 1 năm 2017     | David Cotterill                         | Birmingham City         | Bristol City                 | Cho mượn           |
| 31 tháng 1 năm 2017     | Cyriac                                  | KV Oostende             | Fulham                       | Cho mượn           |
| 31 tháng 1 năm 2017     | Sylvain Deslandes                       | Wolverhampton Wanderers | Bury                         | Cho mượn           |
| 31 tháng 1 năm 2017     | Mitchell Dijks                          | Ajax                    | Norwich City                 | Cho mượn           |
| 31 tháng 1 năm 2017     | Eoin Doyle                              | Preston North End       | Portsmouth                   | Cho mượn           |
| 31 tháng 1 năm 2017     | Calum Dyson                             | Everton                 | Grimsby Town                 | Cho mượn           |
| 31 tháng 1 năm 2017     | Callum Elder                            | Leicester City          | Barnsley                     | Cho mượn           |
| 31 tháng 1 năm 2017     | Marvin Emnes                            | Swansea City            | Blackburn Rovers             | Cho mượn           |
| 31 tháng 1 năm 2017     | David Faupala                           | Manchester City         | Chesterfield                 | Cho mượn           |
| 31 tháng 1 năm 2017     | Michael Folivi                          | Watford                 | Coventry City                | Cho mượn           |
| 31 tháng 1 năm 2017     | Manolo Gabbiadini                       | Napoli                  | Southampton                  | £14m               |
| 31 tháng 1 năm 2017     | Matt Gilks                              | Rangers                 | Wigan Athletic               | Không tiết lộ      |
| 31 tháng 1 năm 2017     | Jordi Gómez                             | Wigan Athletic          | Rayo Vallecano               | Không tiết lộ      |
| 31 tháng 1 năm 2017     | Lewis Grabban                           | Bournemouth             | Reading                      | Cho mượn           |
| 31 tháng 1 năm 2017     | Jorge Grant                             | Nottingham Forest       | Notts County                 | Cho mượn           |
| 31 tháng 1 năm 2017     | Jordan Green                            | Bournemouth             | Leyton Orient                | Cho mượn           |
| 31 tháng 1 năm 2017     | Liam Grimshaw                           | Preston North End       | Chesterfield                 | Cho mượn           |
| 31 tháng 1 năm 2017     | Adlène Guedioura                        | Watford                 | Middlesbrough                | Không tiết lộ      |
| 31 tháng 1 năm 2017     | Jacob Hanson                            | Huddersfield Town       | Bradford City                | Cho mượn           |
| 31 tháng 1 năm 2017     | Mouez Hassen                            | Nice                    | Southampton                  | Cho mượn           |
| 31 tháng 1 năm 2017     | Ryan Hedges                             | Swansea City            | Barnsley                     | Không tiết lộ      |
| 31 tháng 1 năm 2017     | Kaylen Hinds                            | Arsenal                 | Stevenage                    | Cho mượn           |
| 31 tháng 1 năm 2017     | Scott Hogan                             | Brentford               | Aston Villa                  | £12m               |
| 31 tháng 1 năm 2017     | Emyr Huws                               | Cardiff City            | Ipswich Town                 | Cho mượn           |
| 31 tháng 1 năm 2017     | Odion Ighalo                            | Watford                 | Changchun Yatai              | £20m               |
| 31 tháng 1 năm 2017     | Rohan Ince                              | Brighton & Hove Albion  | Swindon Town                 | Cho mượn           |
| 31 tháng 1 năm 2017     | Arnel Jakupovic                         | Middlesbrough           | Empoli                       | Không tiết lộ      |
| 31 tháng 1 năm 2017     | Owain Jones                             | Swansea City            | Yeovil Town                  | Cho mượn           |
| 31 tháng 1 năm 2017     | Osman Kakay                             | Queens Park Rangers     | Chesterfield                 | Cho mượn           |
| 31 tháng 1 năm 2017     | Matty Kennedy                           | Cardiff City            | Plymouth Argyle              | Cho mượn           |
| 31 tháng 1 năm 2017     | Michael Kightly                         | Burnley                 | Burton Albion                | Cho mượn           |
| 31 tháng 1 năm 2017     | Mark Kitching                           | Middlesbrough           | Rochdale                     | Không tiết lộ      |
| 31 tháng 1 năm 2017     | Tim Krul                                | Newcastle United        | AZ                           | Cho mượn           |
| 31 tháng 1 năm 2017     | Josh Laurent                            | Hartlepool United       | Wigan Athletic               | Không tiết lộ      |
| 31 tháng 1 năm 2017     | Adam le Fondre                          | Cardiff City            | Bolton Wanderers             | Cho mượn           |
| 31 tháng 1 năm 2017     | Matt Macey                              | Arsenal                 | Luton Town                   | Cho mượn           |
| 31 tháng 1 năm 2017     | Mikael Mandron                          | Eastleigh               | Wigan Athletic               | Không tiết lộ      |
| 31 tháng 1 năm 2017     | Ben Marshall                            | Blackburn Rovers        | Wolverhampton Wanderers      | Không tiết lộ      |
| 31 tháng 1 năm 2017     | Stephy Mavididi                         | Arsenal                 | Charlton Athletic            | Cho mượn           |
| 31 tháng 1 năm 2017     | Conor McAleny                           | Everton                 | Oxford United                | Cho mượn           |
| 31 tháng 1 năm 2017     | Billy Mckay                             | Wigan Athletic          | Inverness Caledonian Thistle | Cho mượn           |
| 31 tháng 1 năm 2017     | Luka Milivojević                        | Olympiacos              | Crystal Palace               | Không tiết lộ      |
| 31 tháng 1 năm 2017     | Stuart Moore                            | Reading                 | Luton Town                   | Cho mượn           |
| 31 tháng 1 năm 2017     | Carlton Morris                          | Norwich City            | Rotherham United             | Cho mượn           |
| 31 tháng 1 năm 2017     | Ravel Morrison                          | Lazio                   | Queens Park Rangers          | Cho mượn           |
| 31 tháng 1 năm 2017     | Glenn Murray                            | Bournemouth             | Brighton & Hove Albion       | Không tiết lộ      |
| 31 tháng 1 năm 2017     | Jordon Mutch                            | Crystal Palace          | Reading                      | Cho mượn           |
| 31 tháng 1 năm 2017     | Alfred N'Diaye                          | Villarreal              | Hull City                    | Cho mượn           |
| 31 tháng 1 năm 2017     | Stuart O'Keefe                          | Cardiff City            | Milton Keynes Dons           | Cho mượn           |
| 31 tháng 1 năm 2017     | Gabriel Obertan                         | Tự do                   | Wigan Athletic               | Miễn phí           |
| 31 tháng 1 năm 2017     | Reece Oxford                            | West Ham United         | Reading                      | Cho mượn           |
| 31 tháng 1 năm 2017     | Alfonso Pedraza                         | Villarreal              | Leeds United                 | Cho mượn           |
| 31 tháng 1 năm 2017     | Matthew Penney                          | Sheffield Wednesday     | Bradford City                | Cho mượn           |
| 31 tháng 1 năm 2017     | Tin Plavotic                            | Bristol City            | Cheltenham Town              | Cho mượn           |
| 31 tháng 1 năm 2017     | Axel Prohouly                           | Queens Park Rangers     | Port Vale                    | Cho mượn           |
| 31 tháng 1 năm 2017     | Joe Quigley                             | Bournemouth             | Gillingham                   | Cho mượn           |
| 31 tháng 1 năm 2017     | Will Randall                            | Wolverhampton Wanderers | Walsall                      | Cho mượn           |
| 31 tháng 1 năm 2017     | Andrea Ranocchia                        | Inter Milan             | Hull City                    | Cho mượn           |
| 31 tháng 1 năm 2017     | Dominic Samuel                          | Reading                 | Ipswich Town                 | Cho mượn           |
| 31 tháng 1 năm 2017     | Aaron Simpson                           | Wolverhampton Wanderers | Portsmouth                   | Cho mượn           |
| 31 tháng 1 năm 2017     | Matt Smith                              | Fulham                  | Queens Park Rangers          | Không tiết lộ      |
| 31 tháng 1 năm 2017     | Viv Solomon-Otabor                      | Birmingham City         | Bolton Wanderers             | Cho mượn           |
| 31 tháng 1 năm 2017     | Modou Sougou                            | Sheffield Wednesday     | Moreirense                   | Cho mượn           |
| 31 tháng 1 năm 2017     | Matty Taylor                            | Bristol Rovers          | Bristol City                 | Không tiết lộ      |
| 31 tháng 1 năm 2017     | Neil Taylor                             | Swansea City            | Aston Villa                  | Không tiết lộ      |
| 31 tháng 1 năm 2017     | Kevin Toner                             | Aston Villa             | Bradford City                | Cho mượn           |
| 31 tháng 1 năm 2017     | Molla Wagué                             | Udinese                 | Leicester City               | Cho mượn           |
| 31 tháng 1 năm 2017     | George Waring                           | Stoke City              | Carlisle United              | Cho mượn           |
| 31 tháng 1 năm 2017     | James Weir                              | Hull City               | Wigan Athletic               | Cho mượn           |
| 31 tháng 1 năm 2017     | Ashley Westwood                         | Aston Villa             | Burnley                      | Không tiết lộ      |
| 31 tháng 1 năm 2017     | Yanic Wildschut                         | Wigan Athletic          | Norwich City                 | £7m                |
| 31 tháng 1 năm 2017     | Marc Wilson                             | Bournemouth             | West Bromwich Albion         | Cho mượn           |
| 31 tháng 1 năm 2017     | Paweł Wszołek                           | Verona                  | Queens Park Rangers          | Không tiết lộ      |
| 31 tháng 1 năm 2017     | Ryan Yates                              | Nottingham Forest       | Shrewsbury Town              | Cho mượn           |
| 1 tháng 2 năm 2017      | Gboly Ariyibi                           | Chesterfield            | Nottingham Forest            | Không tiết lộ      |
| 1 tháng 2 năm 2017      | Jack Byrne                              | Manchester City         | Wigan Athletic               | Không tiết lộ      |
| 1 tháng 2 năm 2017      | Kamil Grosicki                          | Rennes                  | Hull City                    | Không tiết lộ      |
| 1 tháng 2 năm 2017      | Branislav Ivanović                      | Chelsea                 | Zenit Saint Petersburg       | Không tiết lộ      |
| 1 tháng 2 năm 2017      | Ross McCormack                          | Aston Villa             | Nottingham Forest            | Cho mượn           |
| 1 tháng 2 năm 2017      | Jordan Rhodes                           | Middlesbrough           | Sheffield Wednesday          | Cho mượn           |
| 1 tháng 2 năm 2017      | Mamadou Sakho                           | Liverpool               | Crystal Palace               | Cho mượn           |

- a  Player officially joined his club on ngày 1 tháng 1 năm 2017.
- b  Player officially joined his club on ngày 2 tháng 1 năm 2017.
- c  Player officially joined his club on ngày 3 tháng 1 năm 2017.
- d  Deal was cancelled due to EFL rules.
- e  Player will officially joined his club new club at the end of the season.